# TM 31-210 임시 군수품 안내서
TM 31-210 급조 군수품 안내서(TM 31-210 Improvised Munitions Handbook)은 미 육군 특수부대를 위한 256페이지 미국 육군의 기술 교본으로 1969년에 육군부에서 처음 출판되었다.

## 개요
급조폭발장치 (영어로 IED) 및 비재래식 전쟁을 다루는 다른 많은 미국 군사 매뉴얼과 마찬가지로 이 문서도 다음 조항의 결과로 기밀 해제되어 공개 도메인으로 공개되었다. 정보자유법 (영문 FOIA)과 같은 법안은 이제 전자 및 인쇄 형식으로 대중에게 무료로 제공된다.
매뉴얼에는 쉽게 구할 수 있는 재료, 쓰레기 더미, 일반 가정용 화학 물질, 일반 상점에서 구입한 소모품을 사용하여 다양한 종류의 무기를 제조하는 방법이 설명되어 있다.
이 매뉴얼은 급조폭발물(IED) 제조에 대한 최고의 공식 참고 자료 중 하나이며, 여기에 설명된 무기 중 일부는 외국 군대가 미군을 상대로 사용했다. 예를 들어, 캔에 담긴 수류탄 함정은 베트남 에서 미군을 상대로 사용되었으며, 양동이에 담긴 물 타이머는 아프가니스탄 게릴라에서 사용되었다. 미군 기지를 향해 로켓을 발사하였다.

## 섹션
TM 31-210 매뉴얼은 7개의 주요 섹션으로 구성된다.
- 폭발물 및 추진제(점화기 포함)
- 지뢰 및 수류탄
- 소형무기 및 탄약
- 박격포 및 로켓
- 발화 장치
- 도화선, 기폭 장치 및 지연 메커니즘
- 여러 가지 잡다한

기타 섹션에서는 다양한 유형의 방아쇠 메커니즘(압력, 압력 해제, 견인 등), 임시 정밀 천칭, 전기 배터리, 임시 방탄 바리케이드 등의 생산을 다룬다. 매뉴얼은 일부 1차 및 2차 폭발물의 특성을 간략하게 다루는 두 개의 부록으로 끝난다.

## 대중 문화
TM 31-210 매뉴얼은 1995 CGI 애니메이션 영화 토이 스토리에서 "이스터 에그"로 등장했다. 우디가 시드의 침실에 있는 파란색 플라스틱 상자 밑에 갇혀 있는 장면에서, 그의 뒤에는 실제 문서에 대한 명확한 언급인 "TM 31-210 즉석 심문 핸드북"이라는 제목의 문서가 보인다.